# Северо-Китайский нефтегазоносный бассейн
Северо-Китайский нефтегазоносный бассейн — нефтегазоносный бассейн, расположен в восточной части Китая протягивается от заливов Бохайвань и Ляодун до реки Янцзы. На западе бассейн обрамляется выходами древних пород восточного склона Шаньсийской антеклизы, на востоке примыкает к Шаньдунскому (на юге) и Ляодунскому (на севере) щитам. Северо-восточная суженная часть бассейна занята водами заливов Бохайвань и Ляодунским.
Бассейн сложен мощной (до 14 км) толщей фанерозойских преимущественно терригенных пород с выпадением из разреза отложений силурийской, девонской систем и нижнего отдела карбона. Палеозойские отложения образованы внизу (кембрий, ордовик, карбон) терригенно-карбонатными породами, вверху (пермь) — терригенными общей мощностью более 2 км. Нижнепалеозойские известняки залегают без перерыва на известняках верхнего протерозоя.
Мезозойские отложения отложения представлены преимущественно терригенными.
В кайнозое наиболее полно представлена палеогеновая система. Максимальная мощность её отложений достигает 6500 м. Неогеновые отложения залегают несогласно на палеогеновых и образованы терригенными, в мощностью 1200—2500 м. В целом разрез кайнозойских отложений преимущественно контитентального происхождения.
Нефтегазоносный бассейн четко делится на две впадины — синеклизы: северную — Бохайваньскую и южную — Кайфын-Хэфэйскую, разделенную разломом северо-восточного простирания, в общем совпадающим с долиной р. Хуанхэ.
Нефтегазоносный бассейн делится на районы:
- Бохайваньский
- Кайфын-Хэфэйский

Самая крупная нефтяное месторождение нефтегазоносная бассейна на суше - Шенгли, на море - Наньпу. Другие крупные нефтяные месторождении Пенглай, Даган, Линьцин, Ченгбей и другие. Первые два месторождений считается крупными.